# Provincia de Moyobamba
La provincia de Moyobamba es una de las diez que conforman el departamento de San Martín en el norte del Perú.
Limita por el norte con el departamento de Loreto, por el sur con la provincia de El Dorado y la provincia de Huallaga, por el este con la provincia de Lamas y por el oeste con el departamento de Amazonas y la provincia de Rioja.

## División administrativa
La provincia tiene una extensión de 3772,31 km² y se divide en 6 distritos:
1. Moyobamba
2. Calzada
3. Habana
4. Jepelacio
5. Soritor
6. Yantaló

## Población
La provincia tiene una población aproximada de 208 689 habitantes.[cita requerida]
| Demografía de Moyobamba | Demografía de Moyobamba | Demografía de Moyobamba | Demografía de Moyobamba | Demografía de Moyobamba |
| ----------------------- | ----------------------- | ----------------------- | ----------------------- | ----------------------- |
|                         | 1999                    | 1999                    | 2007                    | 2007                    |
| Moyobamba               | 100 357                 | 59,5 %                  | 144 689                 | 59 %                    |
| Soritor                 | 17 000                  | 16,6 %                  | 29 300                  | 18,8 %                  |
| Jepelacio               | 18 000                  | 17,6 %                  | 24 000                  | 15,4 %                  |
| Calzada                 | 3300                    | 3,2 %                   | 5700                    | 3,6 %                   |
| Yantaló                 | 1900                    | 1,9 %                   | 3000                    | 1,9 %                   |
| Habana                  | 1300                    | 1,2 %                   | 2000                    | 1,3 %                   |
| Total                   | 141 857                 | 141 857                 | 208 689                 | 208 689                 |

## Capital
La capital de esta provincia es la ciudad de Moyobamba.

## Autoridades

### Regionales
- Consejeros regionales
  - 2019-2022[1]

  1. Henry Adán Allui (Acción Regional)
  2. Rita Córdova Tulumba (Acción Regional)

### Municipales
- 2019-2022[1]
  - Alcalde: Gastelo Huamán Chinchay, de Acción Regional.
  - Regidores:

  1. Wildor Naval Serrano (Regional Acción de la provincia de Moyobamba)
  2. Gerardo Cáceres Bardalez (Acción Regional)
  3. Elver Iván Gonzales Gaviño (Acción Regional)
  4. Arístides Quiróz Gil (Acción Regional)
  5. Wilfredo Cieza Yroreta (Acción Regional)
  6. Karen Gesia Vásquez Tentest (Acción Regional)
  7. Richard Leovigildo Rojas Gonzales (Acción Regional)
  8. Diana Martínez Chuquizuta (Alianza para el Progreso)
  9. Luis Fernando Vásquez del Águila (Alianza para el Progreso)
  10. Victoria López Arbildo (Acción Popular)
  11. Ronald Julca Urquiza (Vamos Perú)

### Policiales
- Comisario: Comandante PNP

## Festividades
- Enero: Año Nuevo
- Febrero: Carnaval Moyobambino
- Junio: Fiesta de San Juan (con Baño Bendito) y Semana Turística de Moyobamba
- Julio: Santiago Apóstol
- Octubre: Festival de la Hormiga
- Noviembre: Festival de la Orquídea
- Diciembre: Navidad